# 大公器
大 公器（だい こうき、生没年不詳）は、靺鞨族出身の高麗の胥吏。渤海国滅亡後、高麗に帰化していた。官職は「令史同正」。中央官司の胥吏の散職であり、両班の一翼をなす武臣より一段低い政治的・社会経済的境遇にあった。
1181年、官職の任用において文官と武官を公平に案配するなどの政策が武人の不興を買い、武臣政権の第3代執権者慶大升に対する反乱計画が持ち上がるが、その反乱計画の密告者として記録に名が登場する。